# Saint Vincent és a Grenadine-szigetek az olimpiai játékokon
Saint Vincent és a Grenadine-szigetek az 1988-as olimpiai játékokon szerepelt először, azóta állandó résztvevője a nyári sportünnepeknek. Az ország sportolói eddig még nem szereztek olimpiai érmet, és nem vettek részt egyik téli olimpián sem.
A Saint Vincent és a Grenadine-szigetek Nemzeti Olimpiai Bizottsága 1982-ben jött létre, a NOB 1987-ben vette fel tagjai közé, a bizottság jelenlegi elnöke Trevor Bailey.